# Guantes de Oro

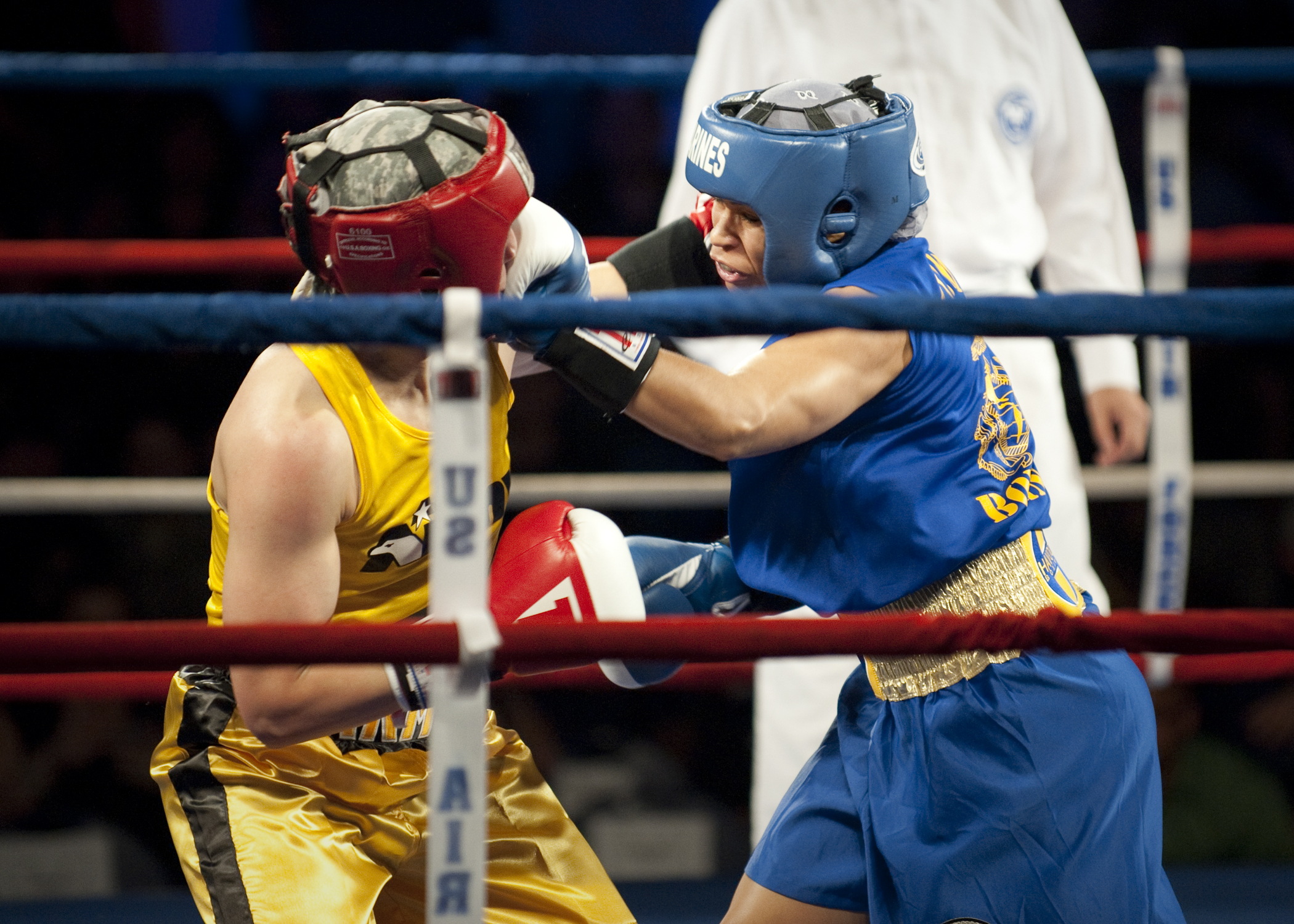
Campeonato de Boxeo Guantes de Oro 2011 en San Antonio, Texas.

Guantes de Oro (en inglés: Golden Gloves, a veces también traducido como Guantes Dorados), es el nombre que reciben varios torneos de boxeo amateur de los Estados Unidos. Generalmente el término suele referirse a los National Golden Gloves, que es el principal campeonato nacional de boxeo amateur que se disputa en el país. La marca también se utiliza en otros torneos no profesionales de ámbito regional, como los históricos Chicago Golden Gloves y New York Golden Gloves.

## Historia
En 1923 el periodista deportivo del Chicago Tribune Arch Ward tuvo la idea crear un torneo anual para boxeadores amateurs de la ciudad de Chicago, obteniendo el patrocinio de su periódico. La iniciativa tuvo un gran éxito, con la participación de más de 400 boxeadores en seis noches de combates. Sin embargo la prueba no tuvo continuidad debido a la prohibición del boxeo en Illinois.
En 1926 la idea fue exportada a Nueva York, bajo el impulso de Paul Gallico, redactor del New York Daily News, que pertenecía al mismo grupo editor que el Tribune. Obtuvo el apoyo de su diario para crear los New York Daily News Golden Gloves, cuya primera edición se celebró en 1927 en el Madison Square Garden. Los ganadores recibieron como trofeo unos guantes de oro (en inglés: golden gloves), que dieron nombre al torneo. Paralelamente, al levantarse el veto al boxeo en Chicago, el Tribune anunció la recuperación de su torneo, también bajo la marca Guantes de Oro.
En 1928 los editores del Chicago Tribune y del New York Daily News crearon los Intercity Golden Gloves para enfrentar a los vencedores de las distintas categorías (ocho en total) de los Guantes de Oro de Chicago con los de Nueva York. La primera edición se celebró el 24 de marzo de ese año en el Chicago Coliseum. En los años siguientes y hasta 1961 las dos ciudades se alternaron la organización del evento, siempre en grandes recintos como el Madison Square Garden o el Chicago Stadium.
Debido a la popularidad de estos campeonatos, surgieron ediciones de los Guantes de Oro en otras ciudades, impulsadas por periódicos y medios locales. El torneo de Chicago empezó a permitir la participación de campeones de estos otros estados del Centro y el Oeste de Estados Unidos, por lo que en 1932 pasó a denominarse Chicago Golden Gloves Tournament of Champions. A partir de 1937 el torneo de neoyorquino también aceptó boxeadores de otros puntos de la Costa Este, más allá de la ciudad de Nueva York. Todo ello convirtió los Intercity Golden Gloves en un campeonato nacional estadounidense de facto.
Los Intercity Golden Gloves se celebraron por última vez en 1961, puesto que al año siguiente el Chicago Golden Gloves Tournament of Champions se transformó en el National Golden Gloves, un auténtico campeonato nacional amateur que reunía a boxeadores de todo Estados Unidos, de costa a costa. Paralelamente, en Nueva York, el Daily News retiró su patrocinio a los New York Golden Gloves, después que una huelga de la prensa local impidiese la disputa del torneo en 1963. Ese mismo año el Chicago Tribune también abandonó la organización de los National Golden Gloves.
A partir de 1964 Stan Gallup, a través de la sociedad Golden Gloves of America, asumió la marca Guantes de Oro. Los National Golden Gloves fueron reformulados como un nuevo torneo nacional, disputado cada año en una sede distinta por los campeones de franquicias regionales de todo Estados Unidos. Este formato se ha mantenido hasta la actualidad. En 1997 se introdujo un torneo nacional de los Guantes de Oro para jóvenes (Junior Golden Gloves) y en 1999 se creó el campeonato femenino (Women's National Golden Gloves).
Muchos de los participantes en los Guantes de Oro a lo largo de la historia han sido posteriormente boxeadores olímpicos y profesionales notables. En el palmarés del torneo figuran varios campeones mundiales como Joe Louis (1934), Muhammad Ali (1960), Sugar Ray Leonard (1973), Marvin Hagler (1973), Michael Spinks (1974), Thomas Hearns (1977), Johnny Tapia (1984), Mike Tyson (1984), Evander Holyfield (1984), Óscar de la Hoya (1989) y Jermain Taylor (1998 y 1999).

## National Golden Gloves
Los Guantes de Oro Nacionales (National Golden Gloves Tournament of Champions) son el principal campeonato nacional estadounidense de boxeo amateur. Se celebra anualmente en una sede distinta. En estas finales se enfrentan los campeones de las distintas franquicias regionales de los Guantes de Oro, en sus ocho categorías según el peso (112 libras, 118 libras, 125 libras, 135 libras, 147 libras, 160 libras, 175 libras y más de 175 libras).

### Ediciones
| - 1964 Louisville (Kentucky) - 1965 Kansas City (Misuri) - 1966 Kansas City (Misuri) - 1967 Milwaukee (Wisconsin) - 1968 Salt Lake City (Utah) - 1969 Kansas City (Misuri) - 1970 Las Vegas (Nevada) - 1971 Fort Worth (Texas) - 1972 Mineápolis (Minesota) - 1973 Lowell (Massachusetts) - 1974 Denver (Colorado) - 1975 Knoxville (Tennessee) - 1976 Miami (Florida) - 1977 Honolulu (Hawái) - 1978 Albuquerque (Nuevo México) - 1979 Indianápolis (Indiana) - 1980 Shreveport (Luisiana) - 1981 Toledo (Ohio) - 1982 Kansas City (Misuri) | - 1983 Albuquerque (Nuevo México) - 1984 San Luis (Misuri) - 1985 Little Rock (Arkansas) - 1986 Cedar Rapids (Iowa) - 1987 Knoxville (Tennessee) - 1988 Omaha (Nebraska) - 1989 Knoxville (Tennessee) - 1990 Miami (Florida) - 1991 Des Moines (Iowa) - 1992 Chicago (Illinois) - 1993 Little Rock (Arkansas) - 1994 Milwaukee (Wisconsin) - 1995 Lowell (Massachusetts) - 1996 Cleveland (Ohio) - 1997 Denver (Colorado) - 1998 Biloxi (Misisipi) - 1999 Siracusa (Nueva York) - 2000 Detroit (Míchigan) - 2001 Reno (Nevada) | - 2002 Denver (Colorado) - 2003 Las Vegas (Nevada) - 2004 Kansas City (Misuri) - 2005 Little Rock (Arkansas) - 2006 Omaha (Nebraska) - 2007 Chattanooga (Tennessee) - 2008 Grand Rapids (Míchigan) - 2009 Salt Lake City (Utah) - 2010 Little Rock (Arkansas) - 2011 Indianápolis (Indiana) - 2012 Mesquite (Nevada) - 2013 Salt Lake City (Utah) - 2014 Las Vegas (Nevada) - 2015 Las Vegas (Nevada) - 2016 Salt Lake City (Utah) - 2017 Lafayette (Luisiana) - 2018 Omaha (Nebraska) - 2019 Chattanooga (Tennessee) - 2020 Tulsa (Oklahoma) |

## Franquicias
En la actualidad existen en Estados Unidos una treintena de franquicias regionales de los Guantes de Oro. Los campeones se estos torneos se enfrentan las finales anuales de los Guantes de Oro Nacionales.
| - Buffalo Golden Gloves - California Golden Gloves - Chicago Golden Gloves - Cincinnati Golden Gloves - Cleveland Golden Gloves - Colorado-New Mexico Golden Gloves - Detroit Golden Gloves - Florida Golden Gloves - Hawaii Golden Gloves - Indiana Golden Gloves | - Iowa Golden Gloves - Kansas City Golden Gloves - Kansas-Oklahoma Golden Gloves - Knoxville Golden Gloves - Michigan Golden Gloves - Mid-South Golden Gloves - Nevada Golden Gloves - New England Golden Gloves - New Jersey Golden Gloves - New York Metro Golden Gloves | - Omaha Golden Gloves - Pennsylvania Golden Gloves - Rocky Mountain Golden Gloves - Saint Louis Golden Gloves - Texas Golden Gloves - Toledo Golden Gloves - Tri-State Golden Gloves - Upper Midwest Golden Gloves - Washington D. C. Golden Gloves - Wisconsin Golden Gloves |